# Sinophorus robustus
Sinophorus robustus är en stekelart som beskrevs av Sanborne 1984. Sinophorus robustus ingår i släktet Sinophorus och familjen brokparasitsteklar. Inga underarter finns listade i Catalogue of Life.